# Konföderation von Tyszowce

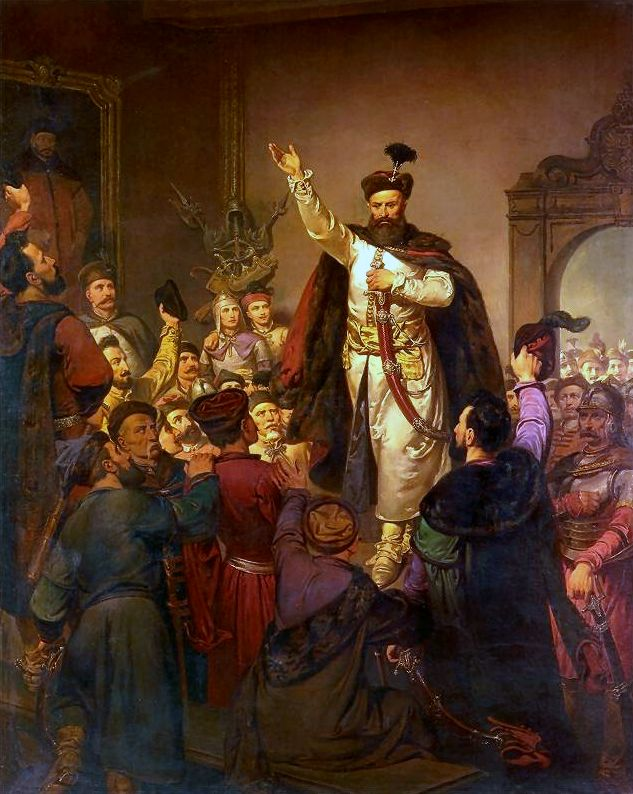
Die Konföderation von Tyszowce (Gemälde von Walery Eljasz-Radzikowski)

Die Konföderation von Tyszowce (polnisch Konfederacja tyszowiecka) war ein politisch-militärisches Bündnis, das vom polnischen Großhetman Stanisław „Rewera“ Potocki und vom Feldhetmann Stanisław Lanckoroński am 29. Dezember 1655 in Tyszowce, östlich von Zamość konstituiert und am 31. Dezember ausgerufen wurde. Das Bündnis war eine Allianz verschiedener, polnisch-litauischer Adliger und stellte, neben der erfolgreichen Verteidigung Jasna Góras (18. November – 27. Dezember 1655), einen Wendepunkt Schwedens gegen Polen-Litauen im Zweiten Nordischen Krieg dar. Diesem Bündnis gehörten neben den erwähnten Hetmanen auch weitere bedeutende Angehörige des polnischen Adels, wie etwa Stefan Czarniecki an. Das Bündnis der Szlachta betrachtete Johann II. Kasimir, der am 18. Dezember 1655 aus seinem Exil in Schlesien mit den polnischen Reichskleinodien nach Lemberg zurückgekommen war, als ihren wahren König und bekämpfte ab da Karl X. Gustav von Schweden und dessen Anspruch auf den polnisch-litauischen Thron.
Am 22. Januar 1656 wurde die Konföderation von Tyszowce in Łańcut in eine Generalkonföderation umgewandelt.